# Салтыковский овраг
Салтыковский овраг — водоток, протекающий в южной части Москвы, является правым притоком Битцы, куда впадает на 500—600 м выше Варшавского шоссе, между Качаловом и ВИЛАРом. Длина составляет примерно 1,6 км. Исток Салтыковского оврага расположен юго-западнее Феодосийской улицы (недалеко от малого пруда круглой формы рядом со школой). Русло простиралось на северо-восток через Салтыковский пруд и далее на северо-восток. В этом месте овраг частично засыпан. Пруд представляет собой декоративный водоём неправильной формы, самая широкая часть с севера на восток (до 60 м), площадь — 0,35 га. Набережная вымощена камнем, по берегам есть луговые откосы (высота — 1—2,5 м). Также в этом месте в овраге произрастают группы деревьев, водоём используется для рыбной ловли. Салтыковский овраг существенно изменился, но частично сберегся посреди жилой застройки. Водоток заключён в бетонную конструкцию, устье находится рядом с верхней частью Большого пруда Северного Бутова.
Название, скорее всего, имеет антропонимическое происхождение, от фамилии Салтыков.